# Brenda Briasco
Brenda Briasco (Genova, 19 agosto 1991) è una schermitrice italiana, specializzata nella spada. Ha vinto una medaglia d'oro ai Campionati Europei Under 23 nella spada individuale e una di bronzo ai Giochi europei del 2015 a Baku nella spada a squadre.

## Palmarès

### Risultati élite
In carriera ha ottenuto i seguenti risultati:
Giochi europei
Individuale
A squadre
- Bronzo nella spada a Baku 2015

Campionati italiani
Individuale
A squadre
- Oro nella spada a Trieste 2013
- Oro nella spada a Torino 2015
- Argento nella spada a Siracusa 2010
- Argento nella spada a Bologna 2012
- Argento nella spada a Acireale 2014
- Argento nella spada a Roma 2016
- Argento nella spada a Gorizia 2017
- Argento nella spada a Milano 2018
- Bronzo nella spada a Livorno 2011
- Bronzo nella spada a Palermo 2019

### Risultati giovani
Mondiali giovani
Individuale
A squadre
- Bronzo nella spada a Mar Morto 2011

Mondiali cadetti
Individuale
- Argento nella spada a Belek 2007
- Argento nella spada a Acireale 2008

Europei Under-23
Individuale
- Oro nella spada a Tbilisi 2014
- Bronzo nella spada a Kazan' 2011

A squadre
- Oro nella spada a Tbilisi 2014
- Argento nella spada a Toruń 2013
- Bronzo nella spada a Kazan' 2011

Europei giovani
Individuale
A squadre
- Oro nella spada a Odense 2009
- Oro nella spada a Lobnja 2010

Europei cadetti
Individuale
- Bronzo nella spada a Rovigo 2008

A squadre
- Oro nella spada a Rovigo 2008

Campionati del mediterraneo giovani
Individuale
- Oro nella spada a Siracusa 2007
- Oro nella spada a Tunisi 2008

A squadre
- Oro nella spada a Tunisi 2008

Campionati del mediterraneo cadetti
Individuale
- Oro nella spada a Tunisi 2008

A squadre
- Oro nella spada a Tunisi 2008